# Weka (aprenentatge automàtic)
Weka (acrònim anglès de Waikato Environment for Knowledge Analysis) és una plataforma de programari que integra tot un seguit d'eines en l'àmbit de l'Aprenentatge automàtic i la Mineria de dades. Weka es va començar a desenvolupar l'any 1993 a la Universitat de Waikato (Nova Zelanda), està codificada en llenguatge Java i es distribueix com a programari lliure sota la llicència GNU General Public License. Weka està format per una col·lecció d'eines de visualització i algorismes per a l'ànàlisi de dades i modelat predictiu, juntament amb una interfície d'usuari gràfica i fàcil d'emprar.